# Bob ai XXI Giochi olimpici invernali - Bob a quattro maschile
La gara di bob a quattro maschile ai XXI Giochi olimpici invernali si è disputata tra il 26 e il 27 febbraio presso il Whistler Sliding Centre, a Whistler.

## Record
I record della pista sono i seguenti:
| Tipo     | Data            | Squadra                                                                 | Tempo |
| -------- | --------------- | ----------------------------------------------------------------------- | ----- |
| Partenza | 7 febbraio 2009 | Stati Uniti Steven Holcomb Justin Olsen Steve Mesler Curtis Tomasevicz  | 4.76  |
| Pista    | 7 febbraio 2009 | Lettonia Jānis Miņins Daumants Dreiškens Oskars Melbārdis Intars Dambis | 50.97 |

## Squadre qualificate
Il 20 gennaio la FIBT aveva annunciato la qualificazione alla gara delle seguenti squadre:
3 squadre: 
- Germania,  Russia e  Stati Uniti

2 squadre: 
- Canada,  Lettonia,  Svizzera e  Rep. Ceca

1 squadra: 
- Austria,  Regno Unito,  Polonia,  Paesi Bassi,  Romania,  Slovacchia,  Italia,  Corea del Sud,  Croazia,  Liechtenstein,  Giappone e  Serbia

## Risultati
| Pos. | Pett. | Nazione         | Atleti                                                                                         | 1ª manche     | 2ª manche     | 3ª manche  | 4ª manche  | Totale  | Distacco |
| ---- | ----- | --------------- | ---------------------------------------------------------------------------------------------- | ------------- | ------------- | ---------- | ---------- | ------- | -------- |
|      | 1     | Stati Uniti-1   | Steven Holcomb Steve Mesler Curtis Tomasevicz Justin Olsen                                     | 4"75 50"89-TR | 4"73 50"86-TR | 4"77 51"19 | 4"76 51"52 | 3'24"46 | +0"00    |
|      | 2     | Germania-1      | André Lange Kevin Kuske Alexander Rödiger Martin Putze                                         | 4"73-SR 51"14 | 4"70-SR 51"05 | 4"74 51"29 | 4"74 51"36 | 3'24"84 | +0"38    |
|      | 7     | Canada-1        | Lyndon Rush David Bissett Lascelles Brown Chris le Bihan                                       | 4"78 51"12    | 4"72 51"03    | 4"77 51"24 | 4"76 51"46 | 3'24"85 | +0"39    |
| 4    | 4     | Germania-2      | Thomas Florschütz Ronny Listner Andreas Barucha Richard Adjei                                  | 4"79 51"14    | 4"76 51"36    | 4"82 51"45 | 4"78 51"63 | 3'25"58 | +1"12    |
| 5    | 10    | Canada-2        | Pierre Lueders Justin Kripps Neville Wright Jesse Lumsden                                      | 4"79 51"27    | 4"78 51"29    | 4"81 51"50 | 4"76 51"54 | 3'25"60 | +1"14    |
| 6    | 5     | Svizzera-1      | Ivo Rüegg Thomas Lamparter Cédric Grand Beat Hefti                                             | 4"76 51"31    | 4"71 51"13    | 4"77 51"70 | 4"77 51"57 | 3'25"71 | +1"25    |
| 7    | 6     | Germania-3      | Karl Angerer Andreas Bredau Alex Mann Gregor Bermbach                                          | 4"84 51"18    | 4"79 51"41    | 4"84 51"70 | 4"82 51"77 | 3'26"06 | +1"60    |
| 8    | 11    | Russia-3        | Evgenij Popov Aleksej Kireev Denis Moisejčenkov Andrej Jurkov                                  | 4"85 51"49    | 4"81 51"16    | 4"87 51"67 | 4"84 51"81 | 3'26"13 | +1"67    |
| 9    | 19    | Italia-1        | Simone Bertazzo Danilo Santarsiero Samuele Romanini Mirko Turri                                | 4"91 51"57    | 4"90 51"38    | 4"90 51"62 | 4"86 51"68 | 3'26"25 | +1"79    |
| 9    | 8     | Russia-1        | Dmitrij Abramovič Roman Orešnikov Sergej Prudnikov Dmitrij Stëpuškin                           | 4"80 51"32    | 4"76 51"40    | 4"83 51"78 | 4"80 51"75 | 3'26"25 | +1"79    |
| 11   | 12    | Lettonia-1      | Edgars Maskalāns Mihails Arhipovs Raivis Broks Pāvels Tulubjevs                                | 4"87 51"60    | 4"87 51"42    | 4"88 51"85 | 4"82 51"78 | 3'26"65 | +2"19    |
| 12   | 15    | Rep. Ceca-1     | Ivo Danilevič Jan Kobián Jan Stokláska Dominik Suchý                                           | 4"92 51"54    | 4"91 51"72    | 4"94 51"76 | 4"90 51"96 | 3'26"98 | +2"52    |
| 13   | 13    | Stati Uniti-3   | Mike Kohn Nick Cunningham Jamie Moriarty Bill Schuffenhauer                                    | 4"86 51"69    | 4"86 51"42    | 4"88 52"10 | 4"85 52"11 | 3'27"32 | +2"86    |
| 14   | 16    | Polonia-1       | Dawid Kupczyk Michał Zblewski Paweł Mróz Marcin Niewiara                                       | 4"87 51"94    | 4"87 51"96    | 4"91 52"35 | 4"89 52"28 | 3'28"53 | +4"07    |
| 15   | 14    | Romania-1       | Nicolae Istrate Ioan Danut Dovalciuc Ionut Andrei Florin Cezar Craciun                         | 4"93 52"05    | 4"90 52"00    | 4"91 52"34 | 4"92 52"50 | 3'28"89 | +4"43    |
| 16   | 25    | Rep. Ceca-2     | Jan Vrba Martin Bohmann Ondřej Kozlovský Miloš Veselý                                          | 4"90 52"00    | 4"92 52"09    | 4"90 52"43 | 4"93 52"61 | 3'29"13 | +4"67    |
| 17   | 20    | Gran Bretagna-1 | John James Jackson Allyn Condon Dan Money Henry Odili Nwume                                    | 4"85 51"53    | 4"85 54"29    | 4"86 52"24 | 4"90 52"15 | 3'30"21 | +5"75    |
| 18   | 24    | Serbia-1        | Vuk Radjenovic Milos Savic Igor Šarcevic Slobodan Matijevic                                    | 5"01 52"37    | 5"08 52"40    | 5"03 52"84 | 5"01 52"74 | 3'30"35 | +5"89    |
| 19   | 22    | Corea del Sud-1 | Kang Kwang-Bae Lee Jinhee Kim Donghyun Kim Jung-Su                                             | 5"11 52"76    | 5"09 52"53    | 5"13 52"92 | 5"18 52"92 | 3'31"13 | +6"67    |
| 20   | 21    | Croazia-1       | Ivan Šola Igor Marić Slaven Krajačić Mate Mezulić (1ª-2ª manche) András Haklits (3ª-4ª manche) | 5"03 52"58    | 5"04 52"69    | 5"17 53"15 | 5"11 53"11 | 3'31"53 | +7"07    |
| 21   | 23    | Giappone-1      | Hiroshi Suzuki Ryuichi Kobayashi Shinji Doigawa Masaru Miyauchi                                | 5"00 52"09    | 5"03 54"16    | 5"04 52"53 |            | 2'38"78 |          |
|      | 3     | Stati Uniti-2   | John Napier Christopher Fogt Steven Langton Charles Berkeley                                   | 4"77 51"30    | 4"74 53"41    | DNS        |            |         |          |
|      | 9     | Russia-2        | Aleksandr Zubkov Filipp Egorov Pëtr Moiseev Dmitrij Trunenkov                                  | 4"78 52"52    | DNS           |            |            |         |          |
|      | 17    | Austria-1       | Wolfgang Stampfer Christian Hackl Juergen Mayer Johannes Wipplinger                            | 4"96 53"64    | DNS           |            |            |         |          |
|      | 18    | Slovacchia-1    | Milan Jagnešák Marcel Lopuchovský Petr Narovec Martin Tešovič                                  | 4"97 55"25    | DNS           |            |            |         |          |